# Grimpe d'arbres
« Accrobranche » redirige ici. Pour les autres significations, voir Parcours acrobatique en hauteur.
 (juin 2013).
Si vous disposez d'ouvrages ou d'articles de référence ou si vous connaissez des sites web de qualité traitant du thème abordé ici, merci de compléter l'article en donnant les références utiles à sa vérifiabilité et en les liant à la section « Notes et références ».
 (juin 2013).
La grimpe d'arbres, ou grimpe encadrée dans les arbres, est le terme générique définissant l'activité physique et éducative de pleine nature qui consiste à grimper aux arbres à l'aide des branches, avec ou sans sécurité.

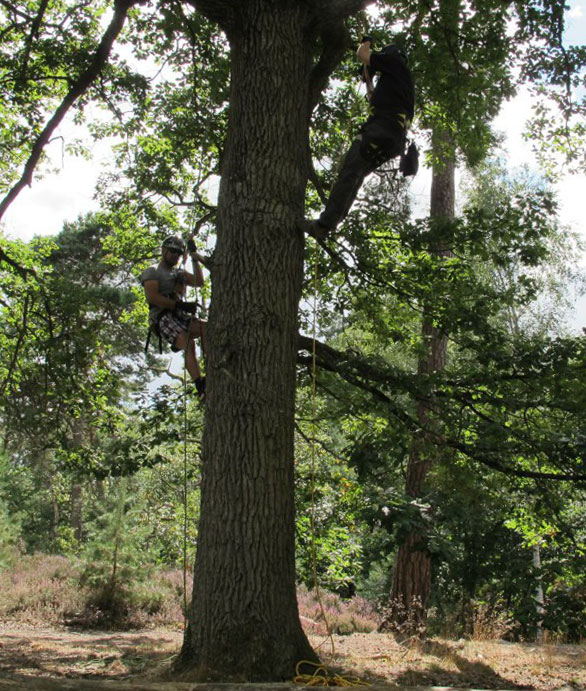
Deux grimpeurs d'arbre évoluant sur corde afin d'accéder au houppier.

## Historique

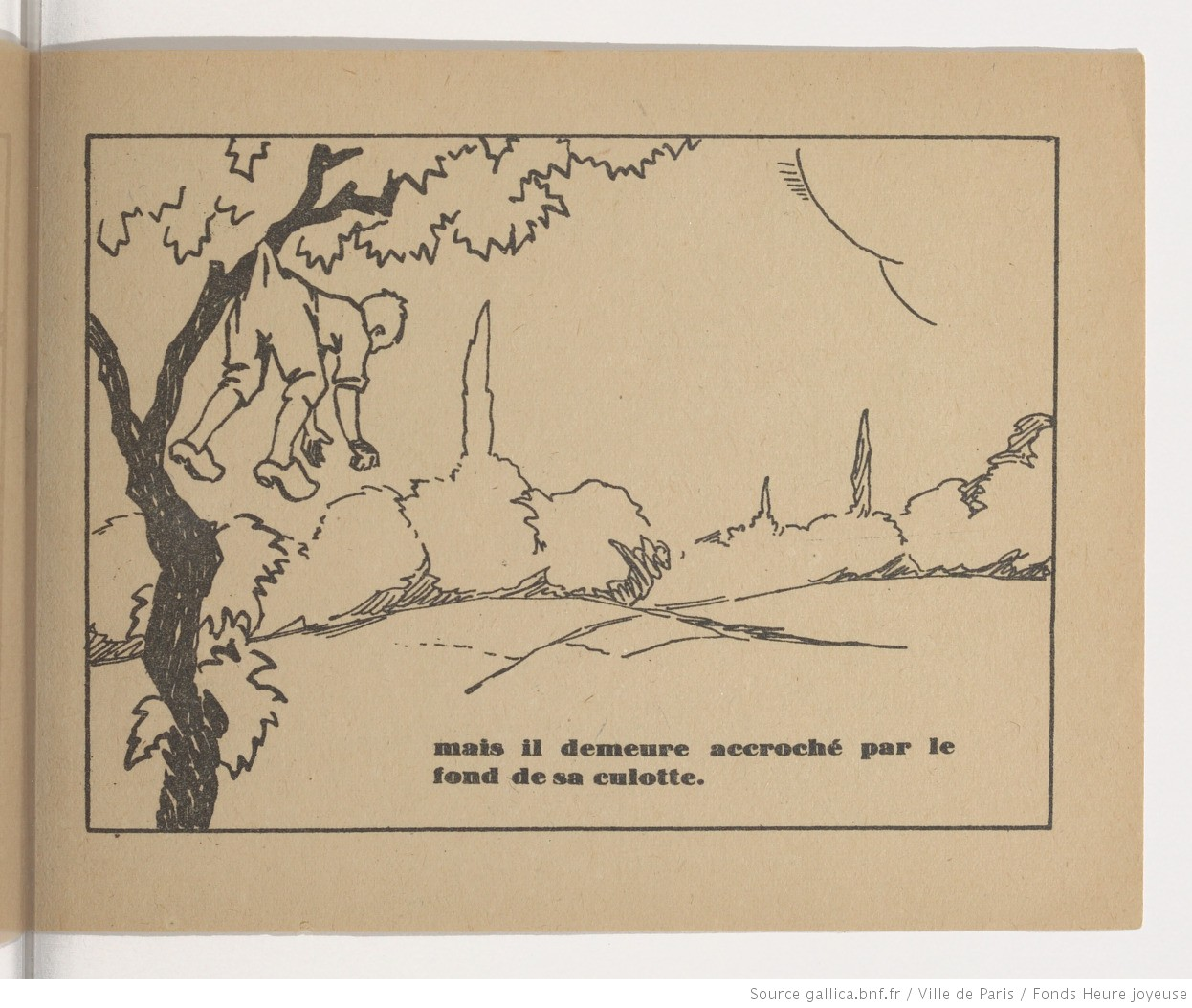
Mais il demeure accroché par le fond de sa culotte. Extrait du Dénicheur d'oiseaux, un album à colorier publicitaire du début du XXe siècle mettant en garde contre les dangers de la grimpe d'arbre.

La grimpe d'arbres est une des plus anciennes capacités des hominidés, utile pour s'abriter des prédateurs ou se nourrir. L'humain moderne a perdu une partie de ses capacités physiques lui permettant d'évoluer facilement dans les arbres mais pour autant l'envie persiste dans le réflexe ludique des enfants qui y trouvent là un jeu attractif sans se rendre compte du danger.
Vers la fin des années 1970, Peter Jenkins, arboriste professionnel, se voit demander par quelques-uns de ses clients de les former aux techniques de grimpe en arbre qu'il utilise pour ses travaux d'élagage. Après quelques formations qui lui permettent d'adapter les techniques aux besoins d'une pratique de loisirs il décide de créer la première école du genre. Il fonde alors à Atlanta en 1983 Tree Climbers International. Il est considéré comme le père de la discipline et continue de l'enseigner et de la populariser.
En 1989, à Annonay, en Ardèche, quelques amis, passionnés du milieu arboré, ont l’idée de faire découvrir les arbres par la grimpe. Ils se surnomment alors les Accro-Branchés et sont les premiers en France à développer commercialement une telle activité qu'ils nomment alors « l'Accrobranche » . Certains sont arboristes, d’autres animateurs nature, travailleurs sociaux ou artistes amoureux de la nature. Forts de cette passion commune, ils mettent au point les premières techniques qui permettent au public de grimper avec une sécurité acceptable.
En 2000, le Syndicat National des Professionnels de l'Accrobranche (SNPA) est créé à la demande d'Alain Mouchel, alors conseiller technique de Marie-Georges Buffet ministre de la jeunesse et des sports, afin de travailler à la réglementation des activités de Grimpe dans les arbres.
En 2003, le Syndicat National des Grimpeurs Encadrant dans les Arbres (SNGEA) succède au SNPA afin de fédérer tous les acteurs de la pratique sans la limiter à la marque déposée qu'est l'Accrobranche. Le terme : « Grimpe Encadrée dans les Arbres » devient alors la dénomination de l'activité. Le SNGEA a pour objectif principal de défendre dans leur ensemble et individuellement, les intérêts moraux et matériels des Grimpeurs Encadrants dans les Arbres qui exercent en France.
À la rencontre d’automne 2005 du SNGEA, le terme « Grimpe d’arbre » est adopté comme nouveau terme générique englobant deux approches : la grimpe libre et la grimpe encadrée à la suite de la proposition de deux Français au retour de leur participation au 4e rendez-vous en Oregon, rencontre internationale annuelle en partie organisée par TCI, traduisant simplement la dénomination américaine de l'activité : le tree climbing. Formés aux normes d'enseignement de TCI par Peter Jenkins, ils fondent la même année Tree Climbers France (TCF).
Par la suite, de nombreuses structures proposent des activités encadrées sous le terme générique de grimpe d'arbres et les techniques sont constamment améliorées dans un souci de sécurité pour le public et de respect de l’arbre.
En 2007, une Fédération de Grimpe d'Arbres et Activités Associées (FGA-AA) voit le jour après plusieurs essais infructueux de fédérer des clubs de grimpe d'arbres autour d'un projet commun. Celle-ci s'attache à fédérer, promouvoir, développer et informer sur la pratique sportive de la grimpe d'arbres.
En 2017, l’UNGAAP (union nationale de la grimpe d’arbre et activités perchées) arrive dans le monde de la grimpe d’arbre, créée par Wengert Olivier, également fondateur de la première association de grimpe d'arbre loisir "LAGDLA Développement"
L'union se donne pour missions :
1. - de regrouper les personnes morales et physiques qui pratiquent, en France toutes disciplines culturelles et sportives dans et autour de l'arbre ;
2. - d’œuvrer à la promotion de l'activité de grimpe d'arbre et de ses activités perchées ;
3. - de délivrer licences et certificats ;
4. - d’informer, et d'aider à la création de nouvelle association de grimpe d'arbre ;
5. - de former au secours tous les grimpeurs d'arbres, pour assurer sécurité et pérenniser l'activité ;
6. - de veiller à limiter l'impact de la pratique sur les supports ;
7. - d’établir les règlements et contenus des qualifications nationales et de délivrer les certificats correspondants ;
8. - d’établir les règlements et contenus des rencontres relevant de ses activités ;
9. - de représenter l’ensemble des associations et des personnes qui lui sont affiliées auprès des pouvoirs publics et autres organismes de tutelle, ainsi qu’auprès des instances étrangères et internationales ;
10. - de fournir une assurance individuelle et une responsabilité civile pour les associations adhérentes.

## Appellations
La grimpe d'arbres est devenu le terme générique de la discipline pour pallier la multiplication des dénominations généré par le dépôt comme marque déposée de l'Accrobranche. Les écoles et clubs ne pouvant se servir de cette appellation sans être membres du réseau des Accro-Branchés ceux qui n'en faisaient pas partie durent donc inventer d'autres appellations :
- Arbo-Escalade ;
- ArbrenArbre ;
- Escalad'arbre (Fédération française de la montagne et de l'escalade [FFME]) ;
- Grimp'arbre ;
- Desbranches en branches ;
- etc.

Cette diversité d'appellations, rencontrant le terme parcours acrobatiques synonyme des parcours aventure qui se pratiquent aussi dans les arbres mais selon des techniques et une philosophie totalement différente, a participé à la forte confusion dans l'esprit du grand public et explique la méconnaissance de l'activité. Afin de résoudre cette confusion nuisible au développement de la discipline il convient d'employer simplement le terme grimpe d'arbres. Cependant grimpe en arbres ou grimpe dans les arbres sont aussi d'usage courant parmi les pratiquants sans poser les mêmes problèmes de compréhension.
Aujourd'hui la discipline, qu'elle soit pratiquée en tant qu'amateur ou professionnel, est appelée Arborisme. Cette appellation englobe l'aspect technique et sportif, ainsi que la maîtrise du savoir inhérent aux arbres et à leur écosystèmes. L'arboriste grimpeur, qu'il soit professionnel ou non, se doit de connaître les essences sur lesquelles il grimpe et d'anticiper les risques liés à chaque espèce, à la météo ainsi qu'à l'état sanitaire du sujet.

## Réglementation
Les animations de grimpe d'arbres sont encadrées par des professionnels qualifiés : les Éducateur Grimpe d'Arbres (EGA) titulaires d'un Certificat de Qualification Professionnel. Ils sont soumis à la législation sur l'encadrement des activités physiques ou sportives, au code de déontologie des grimpeurs encadrant dans les arbres et aux normes européennes en vigueur pour le matériel.
L'activité de grimpe d'arbres n'utilise pas de câbles mais des cordes d'assurance qui sont récupérées à la fin. Des mesures sont également prises pour limiter l'impact sur l'environnement.

## Pratique

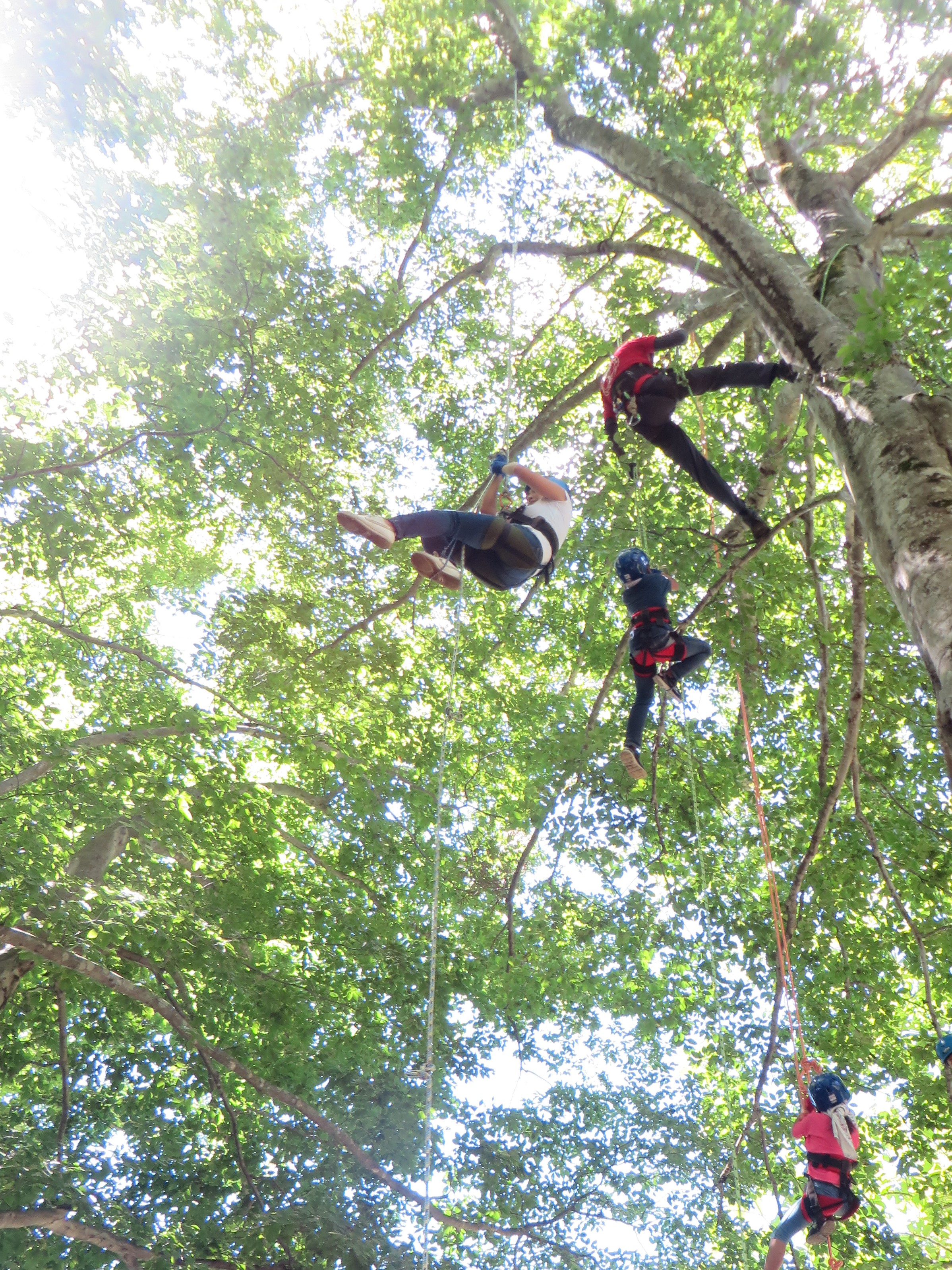
Grimpe d'arbres encadrée au Japon.

On distingue deux pratiques, la grimpe encadrée et la grimpe libre.
La grimpe d'arbres encadrée s'adresse à tous les personnes dès 7 ans, sans limite d'âge ou de handicap. Les participants grimpent par petits groupes de 8 personnes au maximum pour un EGA dans le cadre d'une animation ou, bien que cela ne soit pas une limite officielle, par groupe de 4 personnes dans le cadre d'une formation à l'autonomie. Munis d'un équipement de sécurité (baudriers, casques, mousquetons, rappel, longes…), le participant peut grimper seul en s'auto-assurant avec la technique de la liane (grimper à la corde ainsi nommée dans certaines écoles).
En fin d'animation l’EGA propose souvent un atelier spectaculaire, il en existe plusieurs dont :
- le pont de singe : 2 cordes parallèles sont installées entre deux arbres permettant la traversée en équilibre au-dessus du vide ;
- la tyrolienne : longue corde accrochée entre deux arbres permettant de descendre en glissant à toute vitesse ;
- le pendule : sorte de balançoire géante permettant d'effectuer un grand balancier très impressionnant.

La grimpe d'arbres libre est à ce jour pratiquée par des grimpeurs expérimentés selon des techniques diverses comme :
- la DdRT (Doubled Rope Technique) : la tête du rappel est fixé au baudrier du grimpeur et il monte en tirant sur la queue du rappel qui fait coulisser la corde par-dessus la branche sur laquelle elle repose. Ce qui nécessite un rope sleeve, sorte de gaine évitant de blesser la branche par friction. Méthode de plus en plus populaire dans les clubs ;
- la DRT (Double Rope Technique) : le rappel passe par-dessus une branche mais contrairement à la DdRT le grimpeur monte retenu par des bloqueurs le long des deux brins sans que la corde ne coulisse sur la branche ;
- la SRT (Single Rope Technique) : la base du rappel est fixée au pied de l'arbre, il passe ensuite par-dessus la branche de support et le grimpeur monte le long du brin qui en redescend ;
- la grimpe à l'anglaise : variante de la DdRT similaire dans sa méthode de fixation mais différente en raison de la technique d'ascension qui ne se pratique pas le long du rappel mais en posant les pieds sur le tronc au prix d'efforts importants sur les bras et les reins. Cette technique n'est pas valorisée car peut endommager l'écorce par piétinement ;
- la moulinette : Le grimpeur se sert des branches pour monter jusqu'à la cime de l'arbre en étant assuré par un partenaire qui reste au sol. Le rappel coulissant sur la branche de support cette technique aussi nécessite l'usage d'un rope sleeve ou d'une fausse fourche fixée au préalable.

La pratique libre nécessite une parfaite maîtrise des outils et techniques et une excellente connaissance des réactions des essences et des parasites qui les affaiblissent. Le danger de chute ayant des conséquences majeures (blessures graves voire mortelles) et aucun diplôme de pratique libre n'existant pour apporter et faire valoir l'expérience du grimpeur, la grimpe libre reste confidentielle et peu pratiquée par manque de prérogatives légales. Pour pallier ce manque la FGA est en train d'élaborer des niveaux de formation.

## Cotations
Depuis mai 2022, des amateurs d'escalade proposent une classification d'arbres. Attention, celle-ci n'est pas officielle. Elle se compose de sept critères : 
- La Force (fo) sur 10
- La Hauteur (h) en mètres
- Le Fun (fu) sur 10
- La Qualité (q) sur 10
- Les Risques (r) évalués sur 10 aussi.
- Le Vertige (v) sur 10
- Et enfin, la Difficulté (d) sur 10

Les arbres sont ensuite classifiés dans plusieurs catégories :
- La grimpe légère, ou de Plaisir (P), suit cette formule : (3fu+2q+h-2d-r-v)/2
- L'Entraînement (R), suit cette formule : (d+h+v+r+fo-q)/2,5
- La grimpe lourde ou Suicidaire (S), suit cette formule : (3r+2v+h+d-2q-fu)/2,5
- Et enfin, Le Record (R), qui, comme son nom l'indique, vise à former au "record" de difficulté, suit cette formule : (4,5d+2r+h+f)/5

| Difficulté | Hauteur | Qualité | Risques | Vertige | Force | Fun  | Grimpe de plaisir   | Entraînement       | Grimpe suicidaire     | Record          |
| 1-15       | mètres  | 1-10    | 1-10    | 1-10    | 1-10  | 1-10 | (3fu+2q+h-2d-r-v)/2 | (d+h+v+r+fo-q)/2,5 | (3r+2v+h+d-2q-fu)/2,5 | (4,5d+2r+h+f)/5 |

A chaque arbre est attribué une couleur, dépendant de la difficulté. La couleur la plus faible est la couleur verte. Ensuite vient la couleur bleue, puis la couleur rouge et enfin noire. La couleur est un bon indice de l'accessibilité d'un arbre. Les arbres verts sont accessibles à tous ou presque, les arbres bleus sont un peu moins accessibles et nécessitent une compétence particulière (souplesse, force physique...), les arbres rouges sont difficiles et peu accessibles et les arbres noirs sont réservés aux grimpeurs avertis.
Ce système a beaucoup évolué depuis sa création et permis la classification de plus de 100 arbres dans pas moins de 4 secteurs différents partout en France.

## Philosophie
La grimpe d'arbres s'accompagne d'une réflexion écologique respectueuse de l'environnement naturel. Les pratiquants anglophones ont mis en valeur un leitmotiv qui reflète ce respect : « Do no harm, leave no trace » que l'on peut traduire par « n’abîme pas, ne laisse aucune trace » et qui insiste donc sur l'importance de ne pas endommager l'arbre au point de ne laisser absolument aucune trace de son passage. Cette philosophie écoresponsable est développée plus en détail par le biais de chartes du grimpeur responsable mises en avant par les différents acteurs de l'activité.
Bien qu'appréciant aussi les sensations fortes procurées par cette discipline, les grimpeurs sont motivés à connaître les différentes espèces d'arbre et les biotopes qu'ils accueillent. C'est une nécessité sécuritaire car beaucoup d'essences, de parasites et d'animaux peuvent induire des dangers majeurs, mais c'est aussi un attrait intellectuel que d'apprendre à les connaître. Attrait qui est un des ferments de la passion qui motive les grimpeurs et les pousse à développer leur savoir en matière de biologie et plus particulièrement de dendrologie.
D'autre part en raison de la mise en danger, des sensations fortes et de l'entraide sécuritaire spécifique à toute pratique que l'on pourrait classer dans les sports extrêmes, la grimpe d'arbres favorise un état d'esprit volontaire et respectueux d'autrui basé sur la confiance, l'échange et l'encouragement. La spécificité des outils et techniques générant un langage interne aux pratiquants et l'actuelle confidentialité de la pratique dynamisent un peu plus cet esprit de groupe spécifique à la discipline comme on peut l'observer pour beaucoup d'autres pratiques sportives.